# Paraphidippus
Paraphidippus is een geslacht van spinnen uit de familie springspinnen (Salticidae).

## Soorten
De volgende soorten zijn bij het geslacht ingedeeld:
- Paraphidippus aurantius (Lucas, 1833)
- Paraphidippus basalis (Banks, 1904)
- Paraphidippus disjunctus (Banks, 1898)
- Paraphidippus fartilis (Peckham & Peckham, 1888)
- Paraphidippus fulgidus (C. L. Koch, 1846)
- Paraphidippus funebris (Banks, 1898)
- Paraphidippus fuscipes (C. L. Koch, 1846)
- Paraphidippus incontestus (Banks, 1909)
- Paraphidippus inermis F. O. P.-Cambridge, 1901
- Paraphidippus laniipes F. O. P.-Cambridge, 1901
- Paraphidippus luteus (Peckham & Peckham, 1896)
- Paraphidippus mexicanus (Peckham & Peckham, 1888)
- Paraphidippus nigropilosus (Banks, 1898)
- Paraphidippus nitens (C. L. Koch, 1846)